# Xbox Series X i Series S
La Xbox Series X i la Xbox Series S (col·lectivament, la Xbox Series X/S) són dues consoles domèstiques desenvolupades per Microsoft. Les dues van ser llançades el 10 de novembre de 2020 com la quarta generació de la família de consoles Xbox, que succeïa a la família Xbox One. Juntament amb la PlayStation 5 de Sony, també llançada el novembre del 2020, la Xbox Series X i Series S formen part de la novena generació de consoles de videojocs.
Els rumors sobre les consoles van sorgir per primera vegada a principis del 2019, amb la línia en conjunt amb el nom de codi Scarlett i que consistia en models de gamma alta i baixa amb el nom de codi Anaconda i Lockhart, respectivament. En l'àmbit intern, Microsoft s'havia mostrat satisfet amb l'enfocament de dues consoles per a Xbox One i planejava un enfocament similar per a la quarta generació de Xbox, amb l'objectiu del model de gamma alta com a mínim duplicar el rendiment de la Xbox One X. El model de gamma alta es va presentar per primera vegada durant l'E3 2019 amb el títol de Project Scarlett, mentre que el seu nom i disseny com a Xbox Series X es va donar a conèixer durant la seva presentació de The Game Awards més tard al desembre. Al setembre de 2020, Microsoft va presentar el model de gamma inferior com a Xbox Series S.
La Xbox Series X té maquinari de gamma alta i admet resolucions de visualització més altes (fins a una resolució 8K) juntament amb velocitats de fotogrames més elevades i traçat de raigs en temps real; també té una unitat d'estat sòlid d'alta velocitat per reduir els temps de càrrega. La Xbox Series S menys costosa utilitza la mateixa CPU, però té una GPU menys potent, té menys memòria i emmagatzematge intern i no té una unitat òptica. Les dues consoles estan dissenyades per donar suport a gairebé tots els jocs, controladors i accessoris de Xbox One, inclosos els jocs de consoles Xbox antigues compatibles amb la compatibilitat amb versions anteriors. Al llançament, Microsoft va situar els seus jocs de primera mà i diversos jocs de tercers perquè estiguessin disponibles tant per a Xbox Series X/S com per a Xbox One per facilitar la transició entre generacions, proporcionant el marc de distribució "Smart Delivery" per proporcionar lliurement altres optimitzacions de Joc Xbox One per a Xbox Series X o Series S. Les consoles també són compatibles amb el servei de subscripció de jocs Xbox Game Pass, així com amb la plataforma de transmissió de jocs en núvol Xbox Cloud Gaming.

## Maquinari
Quan l'equip de Xbox de Microsoft va començar a treballar en el successor de les consoles Xbox One al voltant del 2016, ja es va plantejar la necessitat de tenir dues versions de consola similars als seus models Xbox One X i Xbox One S per satisfer les necessitats dels diferents mercats. En desenvolupar ambdues unitats en concert, podrien assegurar-se que els jocs desenvolupats es podrien jugar als dos sistemes sense excepció. Com ja ha estat tradició amb projectes anteriors de Xbox, les consoles rebien noms en codi basats en ciutats. La Xbox Series S es va anomenar Project Lockhart, basat en la ciutat de Lockhart, Texas, que Aaron Greenberg va dir que era coneguda com "la petita ciutat amb el gran cor".
Per a l'objectiu de gamma alta, la Xbox Series X, era almenys duplicar el rendiment gràfic de l'Xbox One X mesurat per les seves operacions de coma flotant per segon (FLOPS), i augmentar el rendiment de la CPU quatre vegades en comparació amb Xbox One X mantenint el mateix rendiment acústic de les consoles Xbox One. A mesura que els enginyers van recopilar els requisits d'energia per complir aquestes especificacions, van veure que aquestes peces consumirien una gran quantitat de potència interna (aproximadament 315 W) i generarien una quantitat important de calor.
Això va portar a la decisió de dividir els components en dues plaques de circuit separades; una que allotja la CPU/GPU, la memòria i els reguladors de potència, i una segona placa per actuar com a placa SouthBridge per a funcions més lentes d'entrada/sortida (E/S). Les plaques muntades a costats oposats d'un xassís d'alumini van ajudar a crear canals d'aire per a la refrigeració. Aleshores es van disposar els components restants: el dissipador tèrmic, la protecció elèctrica, la font d'alimentació, la unitat de disc òptic i el ventilador de refrigeració d'una manera semblant a un Tetris, segons el dissenyador principal Chris Kujawski, per aconseguir un factor de forma compacte, donant lloc a una estructura semblant a una torre. Per complir amb el factor acústic, el sistema inclou nombrosos sensors per controlar la velocitat del ventilador, i la gran part superior oberta era necessària per assegurar un bon flux d'aire a través del sistema. Tot i que certs elements com la unitat òptica, els requisits de flux d'aire i la mida del dissipador de calor fixaven determinades dimensions en el factor de forma global, estaven satisfets de poder acabar amb una empremta quadrada per a la unitat.

### Xbox Series X
El cap de Xbox, Phil Spencer, va afirmar que Microsoft prioritzava les velocitats de fotogrames elevades i els temps de càrrega més ràpids una prioritat per sobre de les resolucions més altes, cosa que la Series X aconsegueix gràcies a les capacitats més adequades de la CPU i la GPU.
La Xbox Series X funciona amb una CPU personalitzada de 7 nm AMD Zen 2 de vuit nuclis que funcionen a una velocitat nominal de 3,8 GHz o quan s'utilitza multifil simultani (SMT), a 3,6 GHz. Un nucli de CPU està dedicat al sistema operatiu subjacent. La GPU integrada també és una unitat personalitzada basada en l'arquitectura gràfica d'AMD RDNA 2. Té un total de 56 unitats de càlcul (CU) amb 3584 nuclis, amb 52 CU i 3328 nuclis habilitats on funcionarà a 1,825 GHz fixos; aquesta unitat té una potència computacional de 12 teraflops. La unitat s'inclou amb 16 GB de GDDR6 SDRAM, amb 10 GB a 560 GB/s que s'utilitzaran principalment amb el sistema gràfic i els altres 6 GB a 336 GB/s que s'utilitzaran per a les altres funcions informàtiques. Després de tenir en compte el programari del sistema, hi haurà ocupat aproximadament 13,5 GB de memòria, la resta de l'espai es pot utilitzar per als videojocs i altres aplicacions. El rendiment objectiu de la Xbox Series X és representar els jocs a una resolució de resolució 4K a 60 fotogrames per segon, sent la CPU aproximadament quatre vegades més potent que la CPU Xbox One X i la GPU el doble de potent. La sèrie X pot suportar fins a 120 fotogrames per segon i pot renderitzar fins a 8K.

### Xbox Series S
La Xbox Series S és comparable pel que fa al maquinari de la Xbox Series X, de manera similar a la relació entre Xbox One S i Xbox One X, però té menys potència de processament. Tot i que funciona amb la mateixa CPU amb freqüències de rellotge una mica més lentes, utilitza una GPU més lenta, un RDNA2 personalitzat amb 20 CUs a 1,55 GHz per a 4 TFLOPS, en comparació amb els 12 TFLOPS de la Series X. S'envia amb 10 GB de RAM i una unitat d'emmagatzematge SSD de 512 GB amb un rendiment d'entrada/sortida en brut de 2,4 GB/s, i no inclou cap unitat de disc òptic, cosa que requereix que l'usuari obtingui tot el programari de la distribució digital. Està pensat per representar jocs nominalment a 1440p, amb suport per a un 4K redimensionat, a 60 fotogrames per segon, tot i que pot arribar a ser tan alt a 120 fotogrames per segon en aquesta resolució. Els jocs seleccionats poden admetre una resolució nativa de 4K a la Series S, com ara Ori and the Will of the Wisps. En cas contrari, la consola té les mateixes funcions que la Xbox Series X, inclosos els ports, les expansions i el suport de videojocs.